# 디지털 인디아
디지털 인디아(Digital India)는 향상된 온라인 인프라와 인터넷 접근성 증가를 통해 전자적으로 서비스를 제공하려는 인도 정부의 캠페인이다. 디지털 인디아의 목표는 시골 지역을 고속 인터넷망으로 연결하는 계획들을 포함한다. 보장되고 안전한 디지털 인프라 개발, 디지털화된 방법으로 정부 서비스 제공, 보편적 디지털 리터러시 향상이라는 3가지 요소들을 포함한다. 디지털 인디아는 2015년 7월 1일 인도 총리 나렌드라 모디에 의해 시작했다.

## 같이 보기
- 플렉서블 전자회로